# 入善駅
入善駅（にゅうぜんえき）は、富山県下新川郡入善町入膳にある、あいの風とやま鉄道線の駅である。

## 歴史

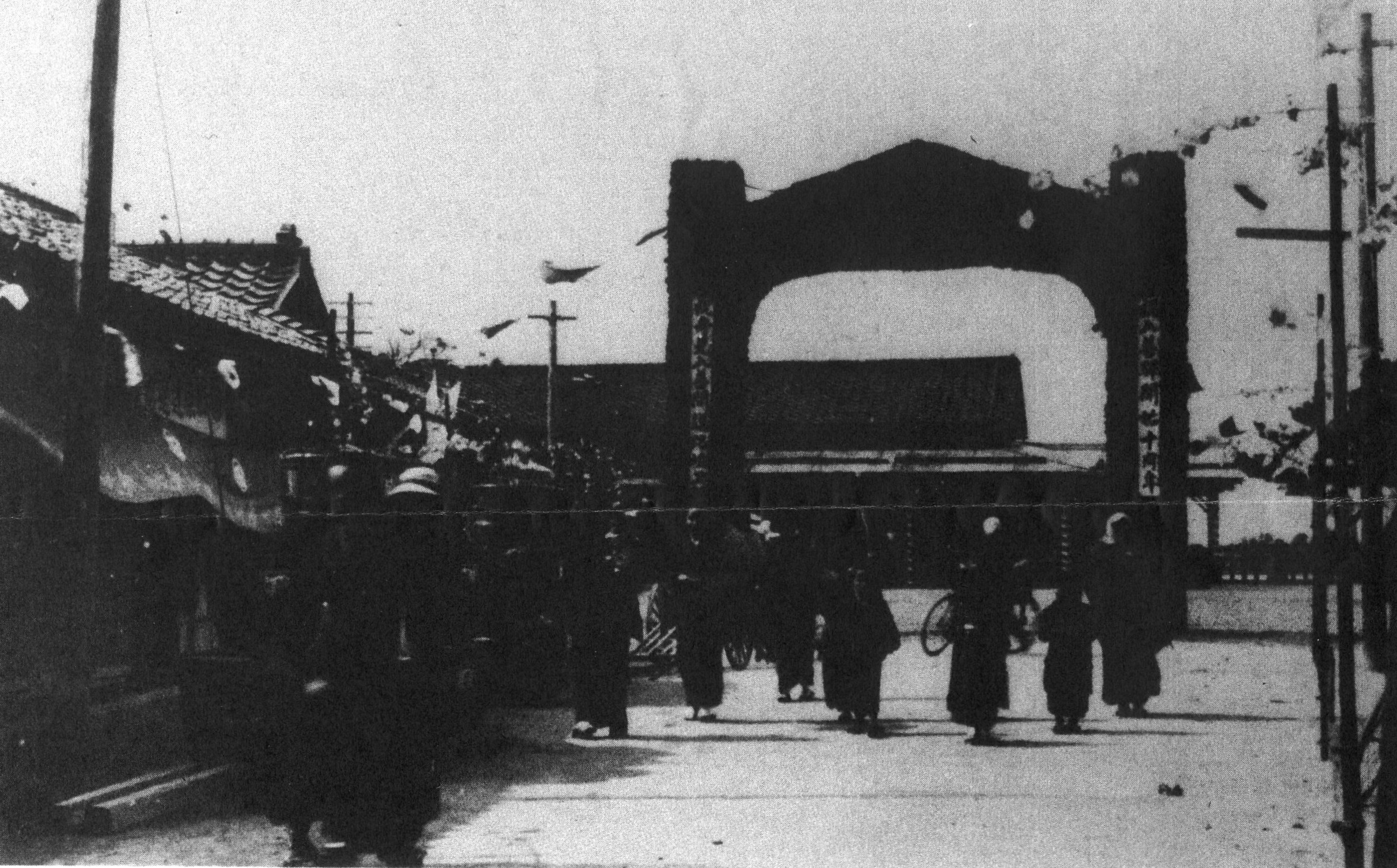
開業十周年を迎えた1920年（大正9年）の入善駅

1965年（昭和40年）の入善駅ホーム。北陸本線が糸魚川まで電化を果たし、記念列車が到着する。

- 1910年（明治43年）4月16日：北陸本線の魚津駅 - 泊駅間延伸に伴い下新川郡入善駅入膳に一般駅として開業する[1][2][3]。
- 1939年（昭和14年）11月1日：構内に入善電信取扱所を開設する[4]。
- 1959年（昭和34年）3月31日：当駅 - 生地駅間に西入善信号場が開業する[2]。
- 1960年（昭和35年）7月1日：当駅 - 生地駅間の西入善信号場が、西入善駅として開業する[5]。
- 1962年（昭和37年）9月29日：当駅 - 泊駅間に小川信号場が開業する[2]。
- 1965年（昭和40年）8月25日：富山操車場 - 泊駅間が交流電化する[6]。
- 1966年（昭和41年）11月25日：当駅 - 西入善駅間が複線化する[6]。
- 1967年（昭和42年）9月20日：当駅 - 小川信号場間が複線化し、小川信号場が廃止される[2][6]。
- 1969年（昭和44年）10月1日：営業範囲を改正し、手荷物及び小荷物の配達取扱を廃する[7]。
- 1971年（昭和46年）11月29日：駅舎改築工事が完了し、同日より鉄筋平屋建ての新駅舎において業務を開始する[8][9]。
- 1972年（昭和47年）10月2日：営業範囲を改正して貨物の取扱を廃し、旅客駅となる[10]。
- 1974年（昭和49年）10月1日：営業範囲を改正し、旅客及び荷物を取扱う駅となる[11]。
- 1982年（昭和57年）11月15日：特急白山及び北越号停車駅となる[12][9]。
- 1986年（昭和61年）11月1日：営業範囲を改正し、荷物（但し新聞紙を除く）の取扱を廃止する[13]。
- 1987年（昭和62年）4月1日：国鉄分割民営化に伴い、西日本旅客鉄道の駅となる[2]。
- 1999年（平成11年）：夜間無人駅となる[9]。
- 2015年（平成27年）
  - 3月14日：北陸新幹線金沢延伸開業に伴い、あいの風とやま鉄道の駅となる[14]。
  - 3月26日：ICカード「ICOCA」供用開始[15]。
- 2022年（令和4年）4月8日：駅前ロータリーの拡張整備工事が完了[16]。

## 駅構造
単式ホーム2面2線を持つ地上駅である。構内は単式・島式の複合型2面3線の構造を有するが、島式ホームの内側の線路は撤去されている。構内には保守用側線が残っている。上りホーム側に駅舎があり、互いのホームは跨線橋で連絡している。駅構内には自動券売機、待合室及び便所があり、Wi-Fiの利用が可能である。
JR西日本時代は富山地域鉄道部が管理し、ジェイアール西日本金沢メンテック（現：JR西日本金沢メンテック）が駅務を受託する業務委託駅で、みどりの窓口も設置されていた。あいの風とやま鉄道への経営移管後も同社による業務委託駅の形態を維持しており、みどりの窓口も引き続き設置されている。
駅舎は1971年（昭和46年）11月29日より使用を開始したもので、鉄筋コンクリート平屋建てで面積は280平米ある。この新駅舎整備の際にホームのかさ上げ工事や旅客上屋の整備が行われた。

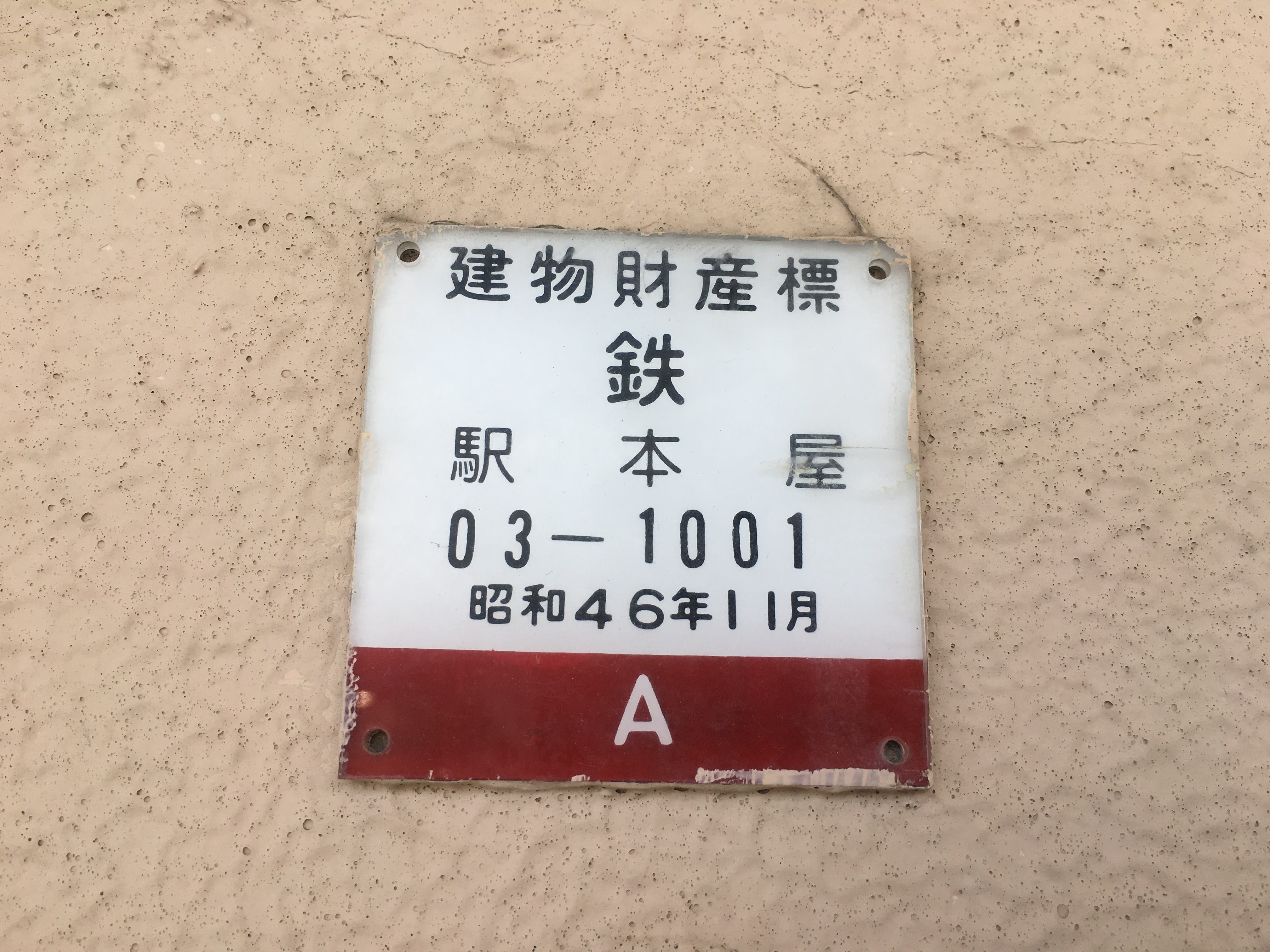
駅舎本屋建物財産標
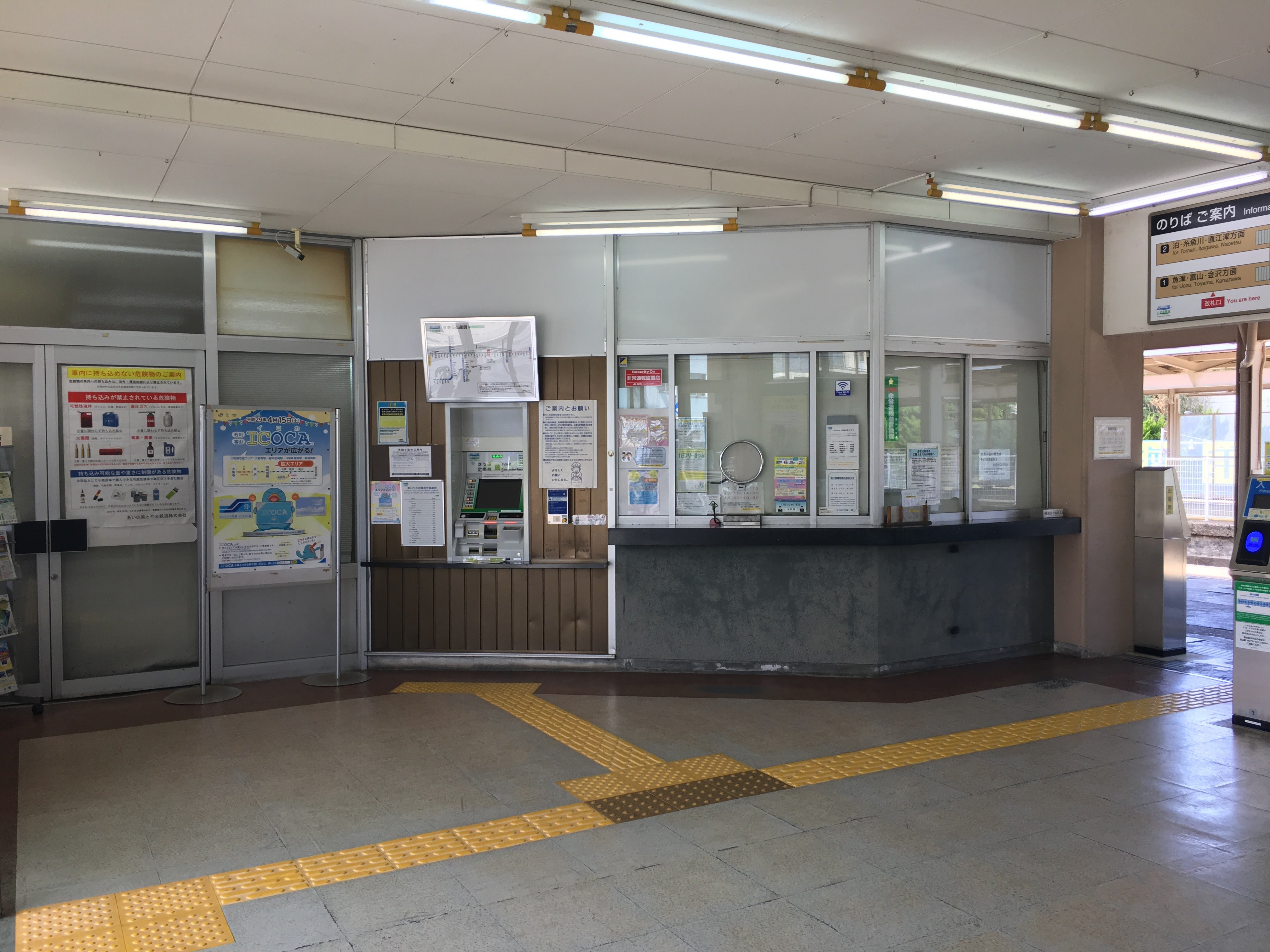
出札口
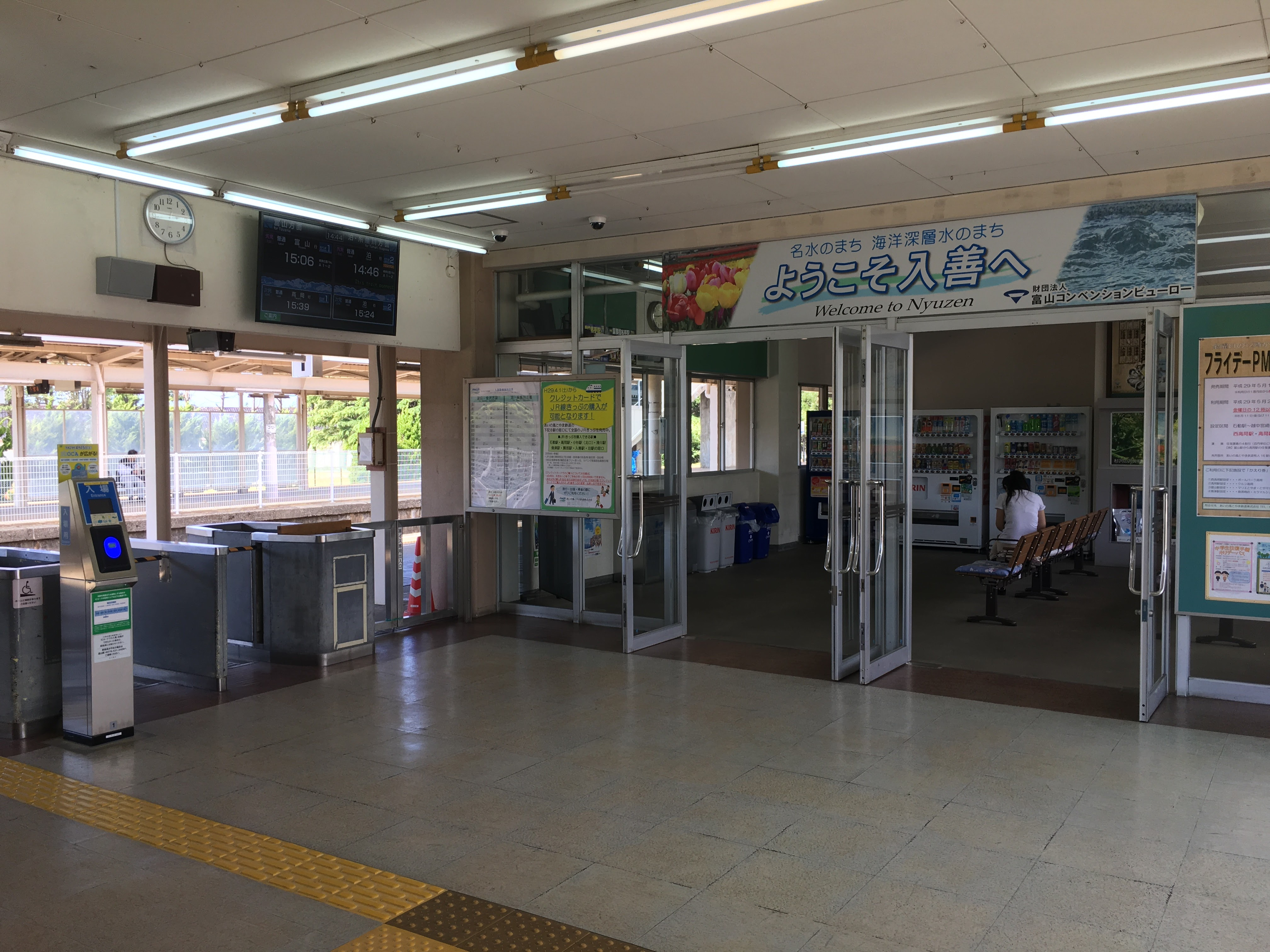
改札及び待合室
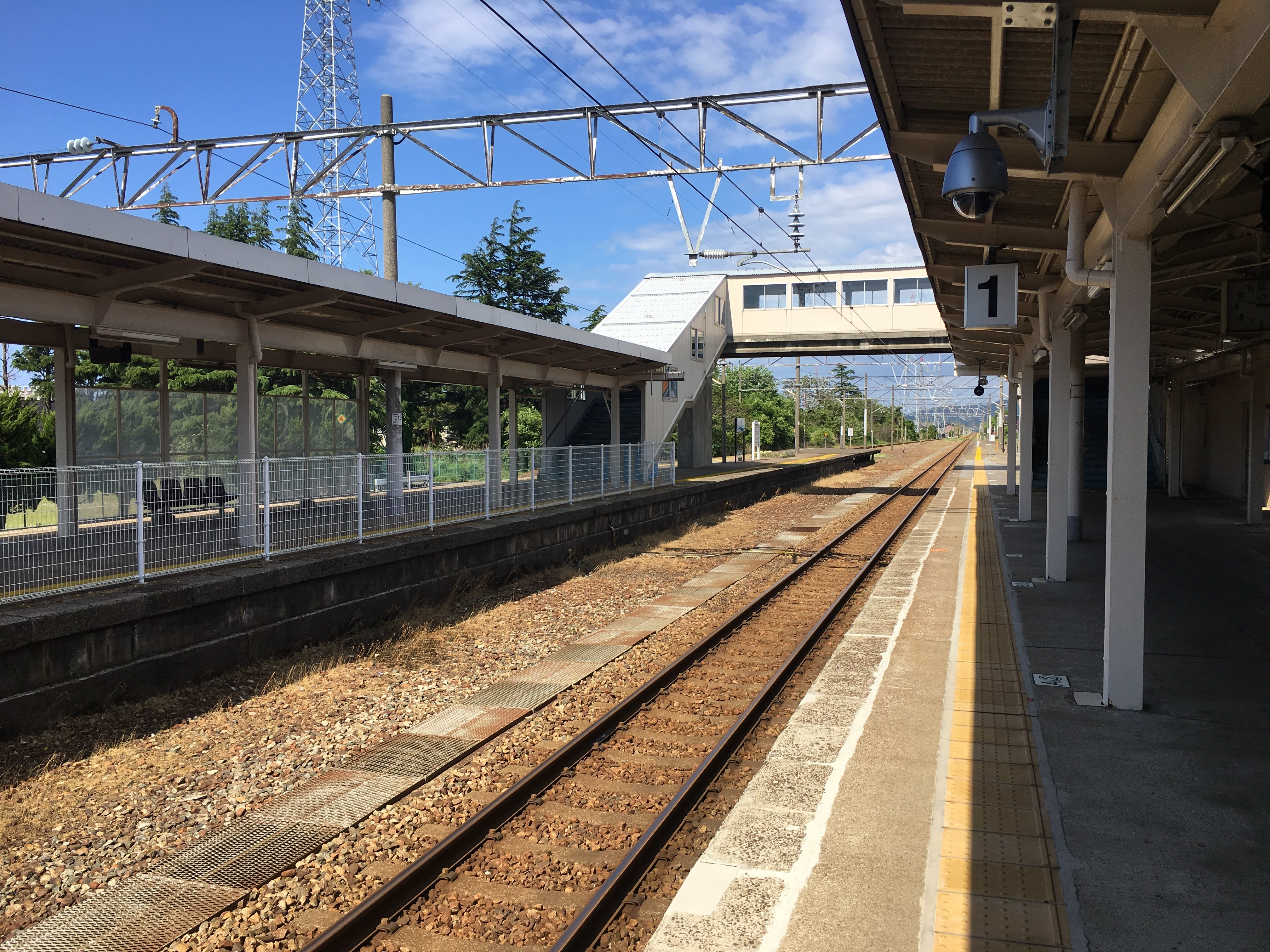
ホーム
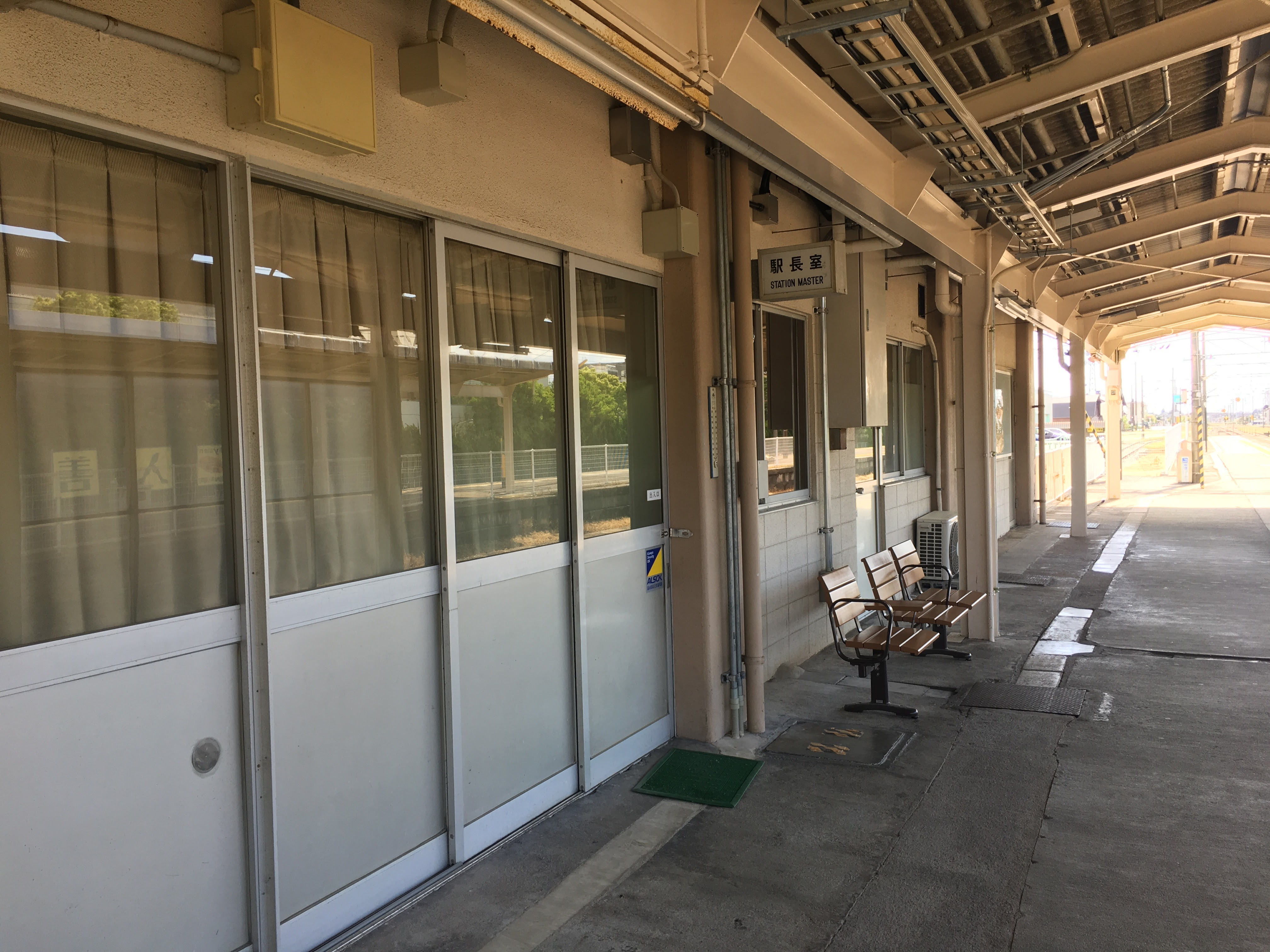
駅長室

### のりば
| 番線 | 路線                  | 方向 | 行先           |
| ---- | --------------------- | ---- | -------------- |
| 1    | ■あいの風とやま鉄道線 | 上り | 富山・金沢方面 |
| 2    | ■あいの風とやま鉄道線 | 下り | 泊・糸魚川方面 |

### 到着メロディ
2017年（平成29年）3月の新旅客案内システム導入に伴い、入善町出身の歌手・津村謙のヒット曲「上海帰りのリル」（作詞：東条寿三郎、作曲：渡久地政信）のアレンジが到着メロディとして使用開始された。

## 貨物取扱

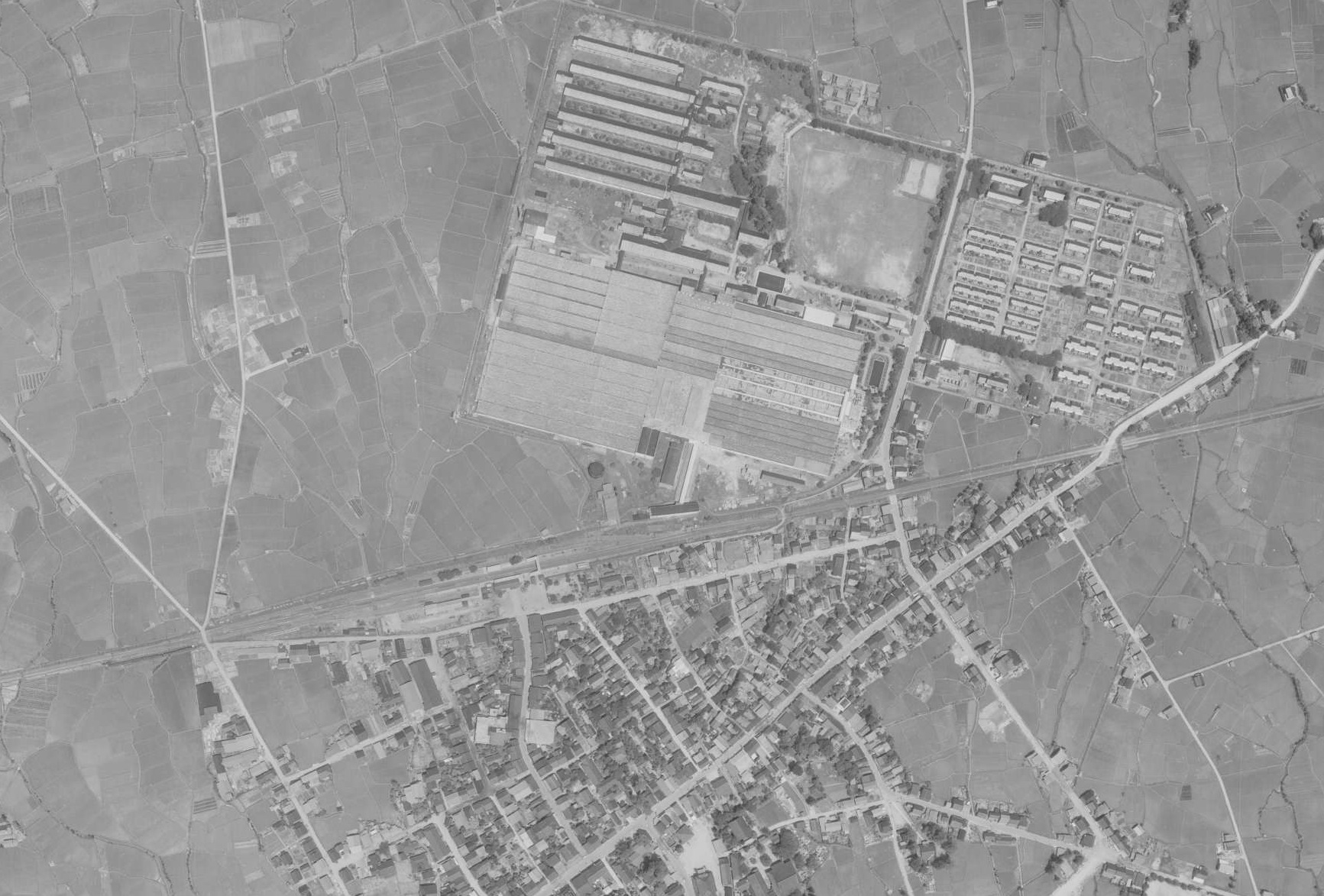
昭和36年当時の入善駅周辺航空写真

当駅における貨物取扱は、1972年（昭和47年）10月2日に廃止された。
1953年（昭和28年）10月10日付『鉄道公報』第1254号通報専用線一覧別表掲載中、当駅接続の専用線は次の通りであった。
- 呉羽紡績線（第三者使用：日本通運、動力：手押、作業粁程：0.3粁）

1970年（昭和45年）10月1日現在における当駅接続の専用線は以下の通りであった。
- 東洋紡績線（通運事業者：日本通運、動力：国鉄動車、作業粁程：0.1粁、総延長粁程：0.1粁）

## 利用状況
2020年（令和2年）度の1日平均乗車人員は770人である。
各年度の1日平均乗車人員の推移は以下の通りである。
| 年度   | 1日平均 乗車人員 |
| ------ | ---------------- |
| 1995年 | 1,468            |
| 1996年 | 1,460            |
| 1997年 | 1,387            |
| 1998年 | 1,355            |
| 1999年 | 1,353            |
| 2000年 | 1,342            |
| 2001年 | 1,353            |
| 2002年 | 1,281            |
| 2003年 | 1,257            |
| 2004年 | 1,218            |
| 2005年 | 1,208            |
| 2006年 | 1,169            |
| 2007年 | 1,124            |
| 2008年 | 1,115            |
| 2009年 | 1,082            |
| 2010年 | 1,087            |
| 2011年 | 1,096            |
| 2012年 | 1,103            |
| 2013年 | 1,072            |
| 2014年 | 929              |
| 2015年 | 865              |
| 2016年 | 867              |
| 2017年 | 895              |
| 2018年 | 896              |
| 2019年 | 905              |
| 2020年 | 770              |

備考
1. ↑  2014年度は2015年3月13日までの計347日間を集計したデータ。

## 駅周辺
- 入善駅前郵便局
- 北陸銀行入善支店
- 富山第一銀行入善支店
- にいかわ信用金庫入善支店
- 入善自動車学校
- 東洋紡入善工場
- トーキン富山事業所
- 富山県立入善高等学校

### バス路線
駅前ロータリーの隅に「入善駅前」停留所があり、のらんマイ・カー（入善町営のコミュニティバス）の路線が発着する。
入善駅前
- のらんマイ・カー
  - 舟見線
    - ふれあい温泉

  - 新野線
    - 宇奈月市民サービスセンター / 中沢公民館

## 隣の駅
※「あいの風ライナー」（平日のみ運転）の隣の停車駅は、あいの風ライナーの項を参照のこと。
あいの風とやま鉄道
■あいの風とやま鉄道線
西入善駅 - 入善駅 - 泊駅